# Мітчелл (Небраска)
Мітчелл (англ. Mitchell) — місто (англ. city) в США, в окрузі Скоттс-Блафф штату Небраска. Населення — 1548 осіб (2020).

## Географія
Мітчелл розташований за координатами 41°56′34″ пн. ш. 103°48′35″ зх. д. / 41.94278° пн. ш. 103.80972° зх. д. (41.942661, -103.809845).  За даними Бюро перепису населення США в 2010 році місто мало площу 1,74 км², уся площа — суходіл.

## Демографія
Згідно з переписом 2010 року, у місті мешкали 1702 особи в 696 домогосподарствах у складі 441 родини. Густота населення становила 979 осіб/км².  Було 790 помешкань (454/км²).
Расовий склад населення:
| - 90,8 % — білих - 0,6 % — корінних американців - 0,4 % — азіатів - 0,2 % — чорних або афроамериканців - 6,6 % — осіб інших рас |

До двох чи більше рас належало 1,4 %. Частка іспаномовних становила 23,1 % від усіх жителів.
За віковим діапазоном населення розподілялося таким чином: 24,4 % — особи молодші 18 років, 55,4 % — особи у віці 18—64 років, 20,2 % — особи у віці 65 років та старші. Медіана віку мешканця становила 40,2 року. На 100 осіб жіночої статі у місті припадало 86,6 чоловіків;  на 100 жінок у віці від 18 років та старших — 82,3 чоловіків також старших 18 років.
Середній дохід на одне домашнє господарство  становив 52 373 долари США (медіана — 43 000), а середній дохід на одну сім'ю — 57 921 долар (медіана — 45 139). Медіана доходів становила 39 167 доларів для чоловіків та 28 462 долари для жінок. За межею бідності перебувало 15,8 % осіб, у тому числі 18,9 % дітей у віці до 18 років та 12,4 % осіб у віці 65 років та старших.
Цивільне працевлаштоване населення становило 860 осіб. Основні галузі зайнятості: освіта, охорона здоров'я та соціальна допомога — 23,1 %, роздрібна торгівля — 14,9 %, транспорт — 12,2 %, виробництво — 10,7 %.